# ديفيد جنكينز وارد
ديفيد جنكينز وارد (بالإنجليزية: David Jenkins Ward)‏ هو سياسي أمريكي، ولد في 17 سبتمبر 1871 في الولايات المتحدة، وتوفي بنفس المكان في 18 فبراير 1961. حزبياً، نشط في الحزب الديمقراطي. انتخب عضو مجلس النواب لولاية ماريلند وانتخب عضو مجلس النواب الأمريكي.